# Сухоплачево
Сухоплачево (рос. Сухоплачево) — присілок в Старицькому районі Тверської області Російської Федерації.
Населення становить 0 осіб. Входить до складу муніципального утворення Ново-Ямське сільське поселення.

## Історія
Від 2005 року входить до складу муніципального утворення Ново-Ямське сільське поселення. Раніше населений пункт належав до Орловського сільського округу.

## Населення
| 2008 | 2010 |
| ---- | ---- |
| 0    | →0   |